# لوکا زانیماکیا
لوکا زانیماکیا (ایتالیایی: Luca Zanimacchia؛ زادهٔ ۱۹ ژوئیهٔ ۱۹۹۸) بازیکن فوتبال اهل ایتالیا است.

## باشگاهی
از باشگاه‌هایی که در آن بازی کرده‌است می‌توان به باشگاه فوتبال جنوآ اشاره کرد.

## تیم ملی
وی همچنین در تیم ملی فوتبال زیر ۱۹ سال ایتالیا بازی کرده‌است.